# نظام النقل بالحاويات

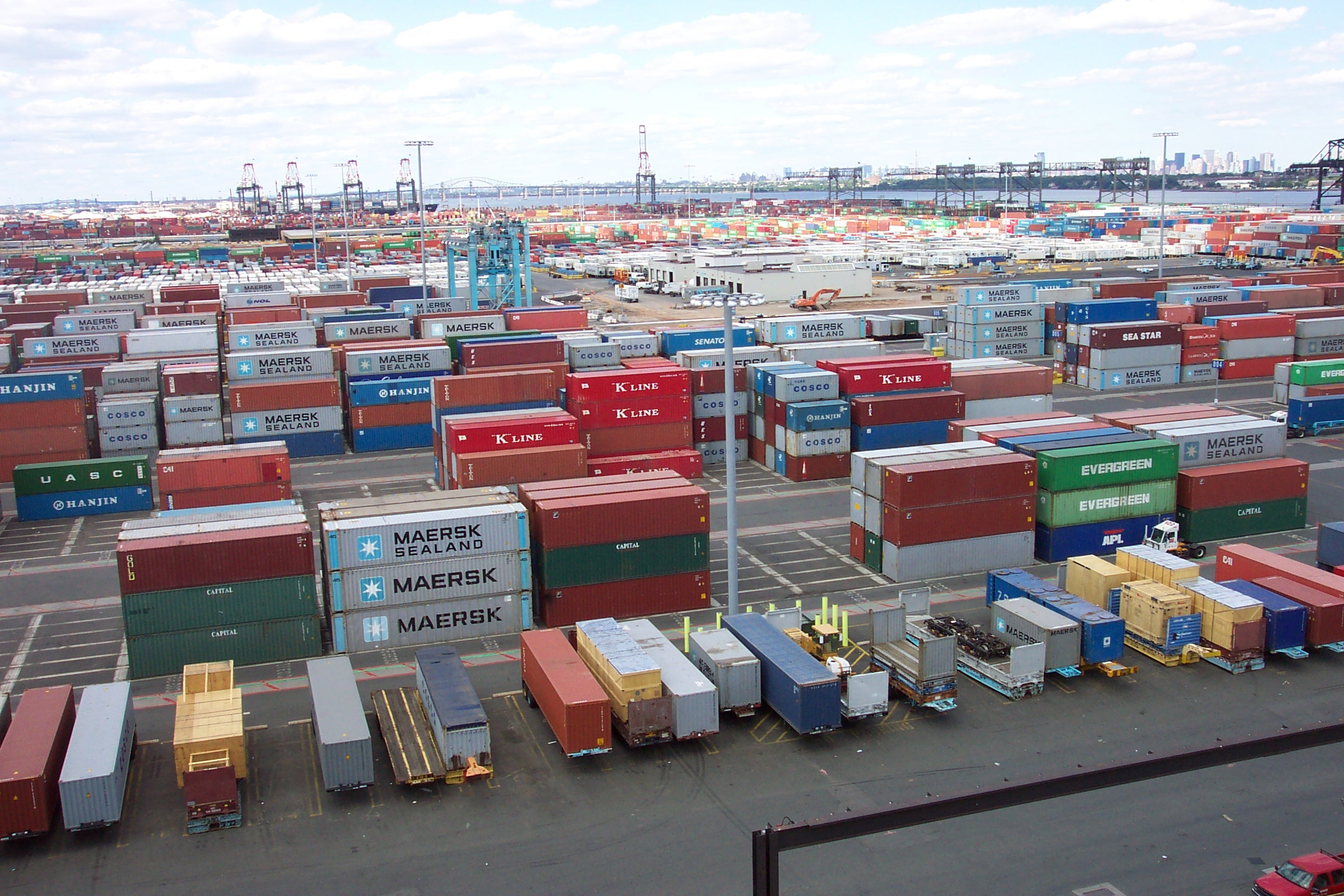
مجموعة من الحاويات في ميناء نيوأرك - نيوجيرسي بالولايات المتحدة الأمريكية

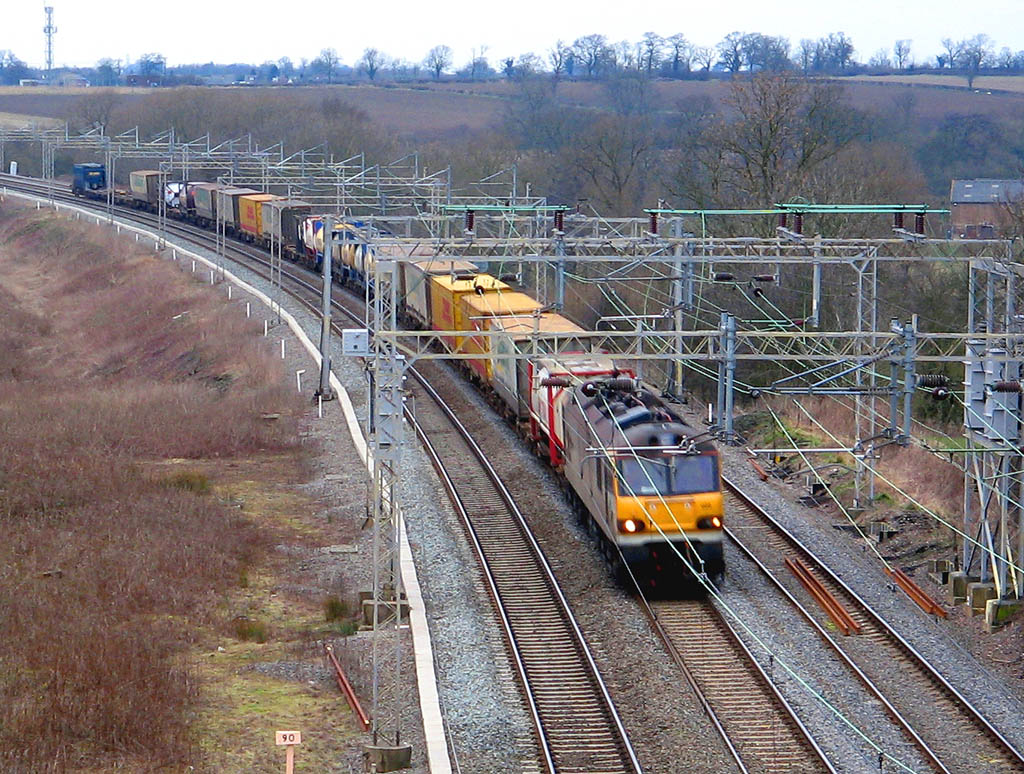
قطار محمل بالحاويات بالقرب من نونيتن - انجلترا

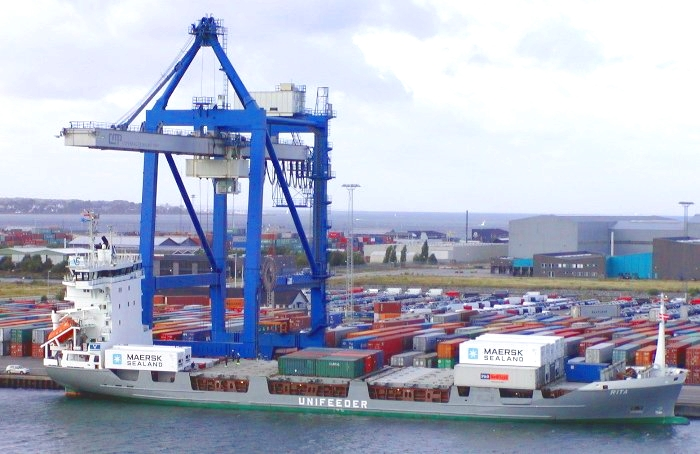
سفينة حاويات في ميناء كوبنهاغن

نظام النقل بالحاويات هو نظام لنقل البضائع باستخدام حاويات الشحن (تسمى أيضاً بالحاويات القياسية) المصنوعة من الحديد. تصنع الحاويات بمواصفات قياسية ويتم نقلها وتخزينها بكفاءة عبر مسافات طويلة ويمكن أيضاً نقلها ما بين السفن والقطارات والعربات المخصصة بدون فتحها.
يتم تداول الحاويات عن طريق اوناش مجهزة بطريقة ميكانيكية ويتم ترقيم كل الحاويات بشكل قياسي سهل التعرف عليه عن طريق أنظمة إلكترونية.
طُوّر هذا النظام بعد الحرب العالمية الثانية وساعد في تقليص تكلفة نقل البضائع بطريقة كبيرة وقد ساهم بشكل واضح في انتعاش حركة الاقتصاد العالمية بعد الحرب.

## تطور الحاويات

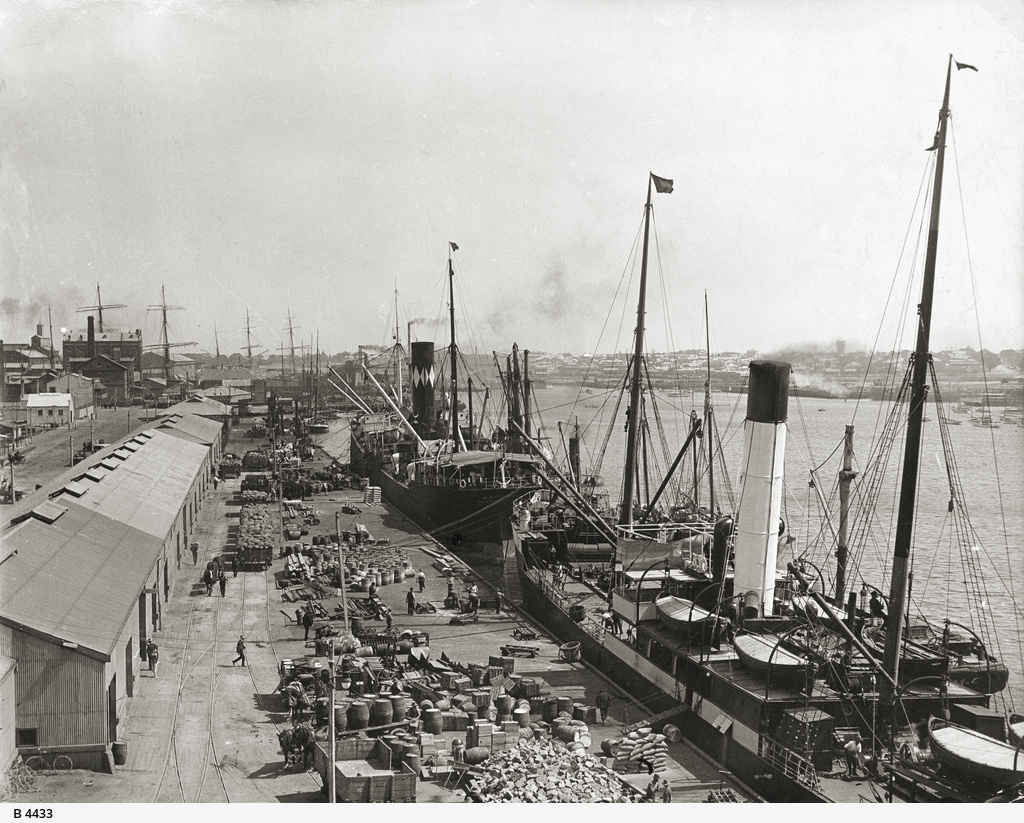
تحميل بضائع بطريقة يدوية إلى السفن

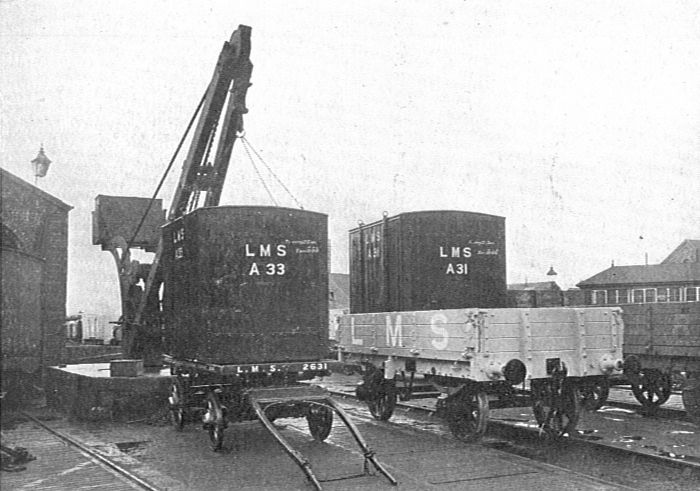
نقل حاويات بميناء بلندن عام 1928

كانت البضائع تُنقل بطريقة بدائية ويدوية قبل تفعيل نظام النقل المتعارف عليه الآن. فعلى سبيل المثال، تُنقل البضائع من المصنع إلى عربة وتُأخذ إلى مخازن في الميناء إلى أن تأتي السفينة. تُحمّل البضائع بواسطة عُمّال النقل من المخزن إلى الرصيف ثم إلى السفينة. كانت هذه الطريقة بطيئة وعالية التكلفة وكثيرة الأخطاء في طريقة التداول أو وصول بضاعة إلى أماكن خاطئة.
يرجع أصل النقل بالحاويات إلى مناطق استخراج الفحم في انجلترا أواخر القرن الثامن عشر عندما صمم جيمس بريندلي مركباً لنقل عشرة حاويات خشبية وهذا في عام 1766, لنقل الفحم إلى مدينة مانشستر عن طريق القنوات المائية.
بحلول ثلاثينيات القرن التاسع عشر، استُخدمت القطارات لنقل الحاويات ومنها إلى وسائل نقل أخرى. وفي العِقد الذي يليه تم تصنيع الحاويات المعدنية.
في عام 1955, عمل السيد ملكوم مكلين (كان صاحب شركة نقل) مع المهندس كيث تانتلينجر على تطوير حاوية قياسية تُستخدم للنقل على متن السفن. كانت النتيجة تصنيع حاوية بطول 10 أقدام (3 متر) وعرض 8 أقدام (2.4 متر) وارتفاع 8 أقدام (2.4 متر) من صفائح حديدية معرجة بسمك 2.5 مليمتر. ضم التصميم أيضاً نظاماً ميكانيكياً في الثمانية أركان لتداول الحاوية بواسطة الأوناش وبهذا عرف العالم الحاوية القياسية في شكلها الحالي.

### سفن الحاويات

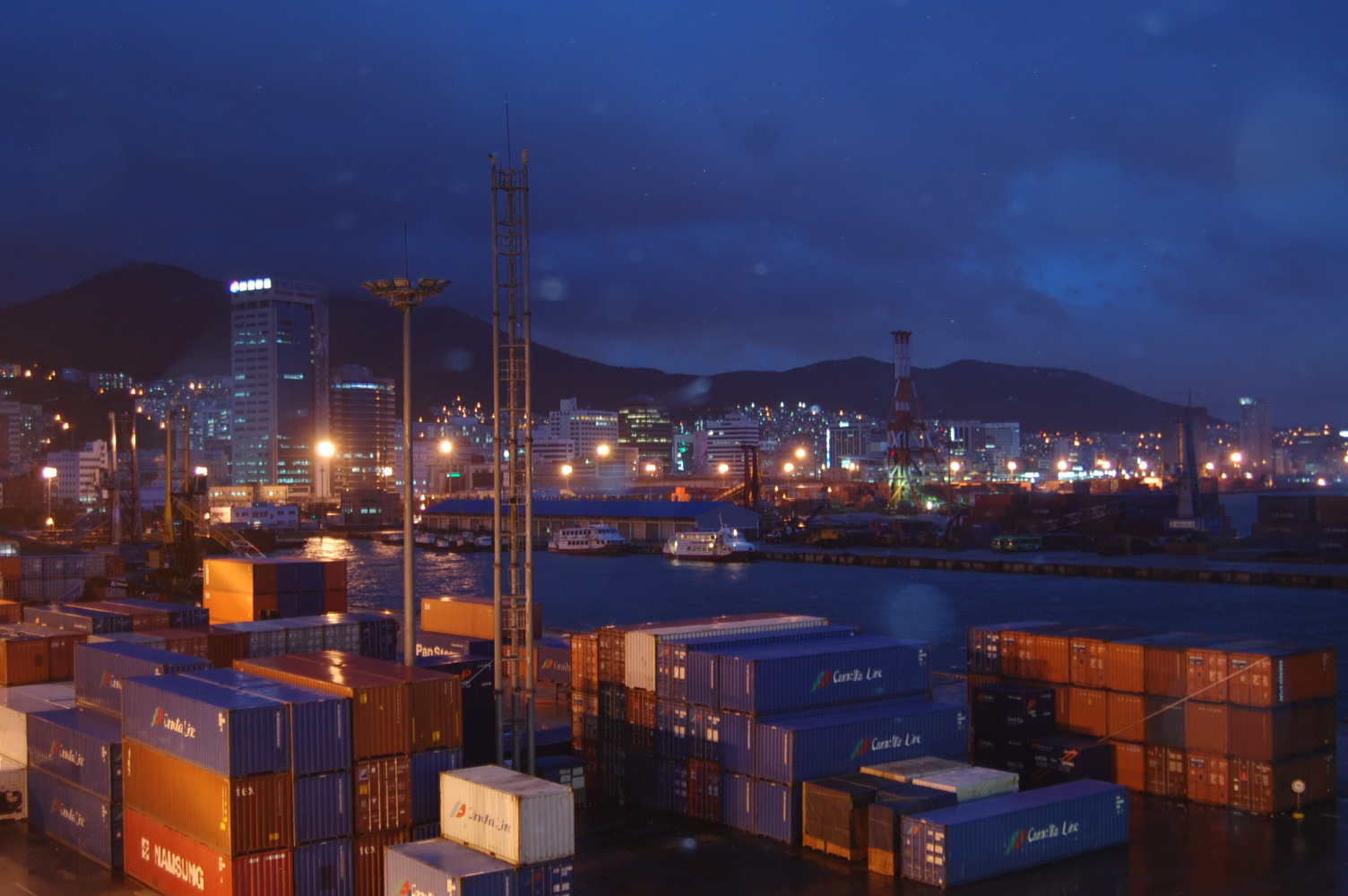
ميناء حاويات في بوسان - كوريا الجنوبية

مرت سفن الحاويات بمراحل تطوير بدأت من عام 1926 عندما استُخدمت سفينة ركاب لنقل أربع حاويات ما بين لندن وباريس.
تعددت التجارب في أوروبا بعد الحرب العالمية الثانية خاصة لنقل الحاويات بين انجاترا وهولندا وأيضاً في الدنمارك عام 1951. وفي نفس العام بدأت الولايات المتحدة لاستخدام سفن مشابهة.

### توحيد القياسات

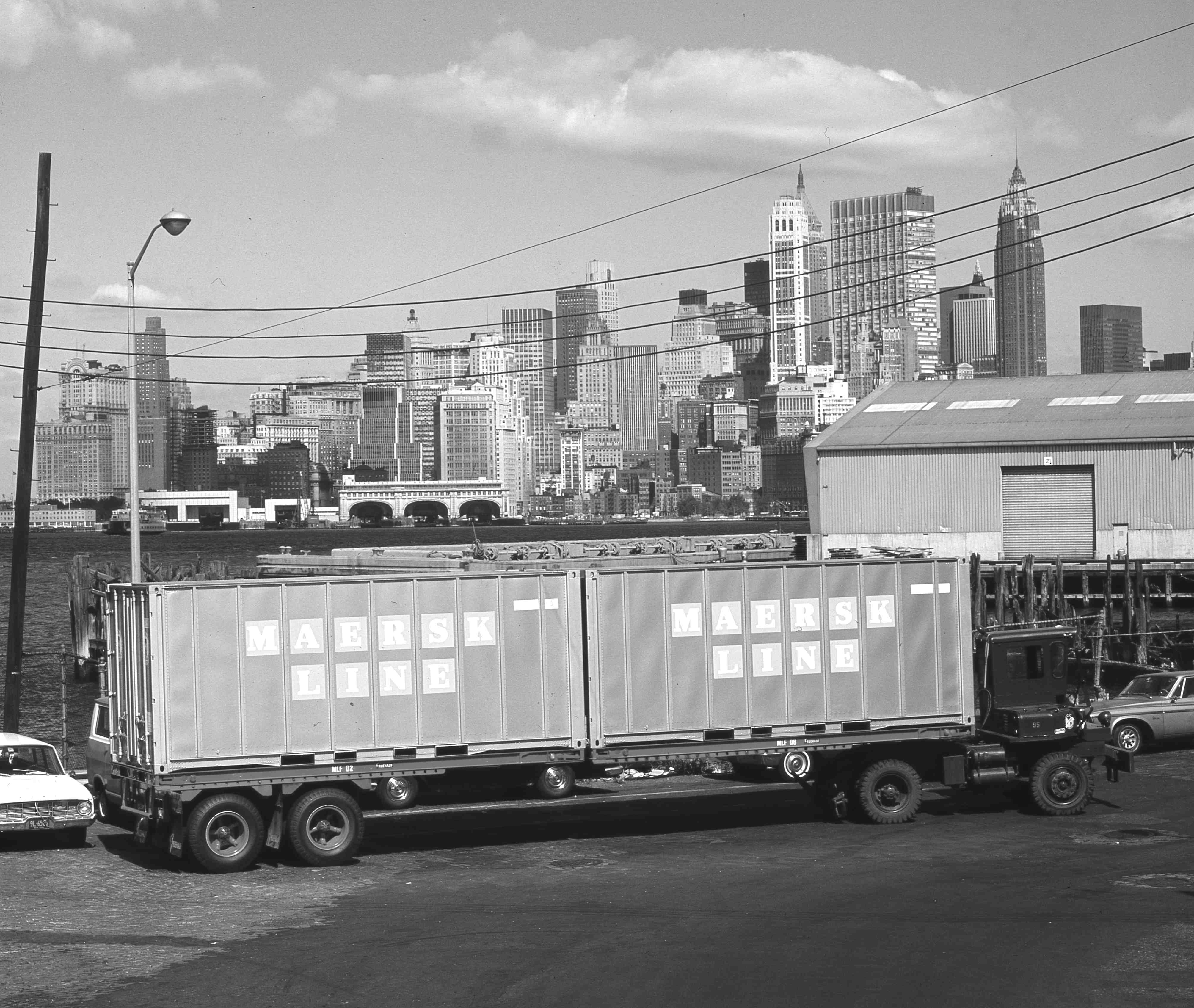
حاويات ميرسك في عام 1975

استُخدمت عدة تصميمات للحاويات ونظم تداولها في خلال العشرين سنة الأولى من بدأ معرفة هذا النظام ولكن كانت الحاجة ماسة لتقديم نظام قياسي لتصميم الحاوية، وهذا ما ناقشته الخطوط الملاحية وشركات النقل البري والقطارات في أواخر ستينيات القرن الماضي وعلى أساسه تم استحداث أربعة ملفات قياسية مهمة بواسطة المنظمة الدولية للمعايير كانت كفيلة بمعرفة الحاويات كما نراها الآن:
- يناير 1968: أيزو 668 لتعريف قياسات وأوزان الحاويات
- يوليو 1968: آر 790 لتعريف أرقام الحاويات وطريقة الكتابة عليها
- يناير 1970: آر 1161 توصيات لتصميم تركيبات أركان الحاويات
- أكتوبر 1970: آر 1897 لتعريف المقاسات الداخلية للحاويات

### تأثيرات نظام النقل بالحاويات
ساعد نظام النقل بالحاويات على تقليص تكلفة حركة التجارة العالمية وزيادة سرعة توصيل المنتجات بين الدول وتقليل العمالة اللازمة لتداول الحاويات. كما ساعد هذا النظام أيضاً على تغيير طبيعة المدن الساحلية حول العالم.
في نفس الوقت، أصبحت الموانيء في حاجة إلى تغيير لمواكبة تطورات هذا النظام من حيث التصميم والمساحة وطرق التخزين والمعدات المستخدمة.
أصبحت المدن المطلة على بحار أو محيطات محط أنظار الخطوط الملاحية لسهولة الوصول إليها وتوفر أعماق كبيرة تسمح بدخول سفن كبيرة محملة بالحاويات. بينما على الجانب الآخر أصبحت الموانيء البرية والتي تطل على أنهار أقل أهمية في بعض الأحيان.
أثّر نظام الحاويات أيضاً على طريقة تصميم العربات النقل والمقطورات. حتى أصحاب المنتجات تبنوا طرقاً جديدة للتصنيع والتغليف لاستغلال السعة الكاملة للحاوية وبالتالي تقليل التكلفة الكلية لنقل المنتجات.

### القرن الواحد وعشرين
وفقاً لإحصائيات في عام 2009, حوالي 90% من البضائع غير السائبة تم نقلها عن طريق سفن الحاويات. في نفس السنة شهدت الصين حوالي 26% من إجمالي حركة نقل الحاويات في العالم فيما يقدّر بحوالي 106 مليون حركة تداول (محلية ودولية) بينما تم حوالي 34 مليون حركة في الولايات المتحدة الأمريكية.
تحمل بعض سفن الحاويات مثل إيما ميرسك حوالي 14,500 حاوية مكافئة وكانت الأكبر في العالم عندما تم استخدامها للمرة الأولى عام 2006. تطورت صناعة سفن الحاويات بدرجة كبيرة في السنوات العشر الأخيرة ووصلت أطوال السفن إلى 400 متر وتستطيع حمل 18,800 حاوية مكافئة.

## المعايير القياسية للحاويات

### معايير الأيزو
توجد خمسة أطوال قياسية للحاويات: 20 قدم (6.1 متر), 40 قدم (12.2 متر), 45 قدم (13.7 متر), 48 قدم (14.6 متر) و53 قدم (16.15 متر). تُستخدم حاويات 48 و53 قدم محلياً في الولايات المتحدة.
تُقاس سعة الحاوية عالميا بالوحدة المكافئة لعشرين قدماً (أو بالإنجليزية TEU) وهي مقاسات حاوية 20 قدم (طول 20 قدم أو 6.1 متر - عرض 8 قدم أو 2.44 متر). يختلف ارتفاع الحاويات من 8 قدم و6 بوصات (2.6 متر) أو 9 قدم و6 بوصات (2.9 متر).
تتراوح الكتلة الكلية للحاوية 20 قدم ما بين 24 إلى 32 طن، بينما الكتلة الكلية للحاوية 40 قدم تقدر ب30,480 كجم. مع الأخد بالاعتبار كتلة تصنيع الحاوية الفارغة (2 إلى 4 طن) بالتالي يمكن تحميل الحاوية ببضاعة تتراوح ما بين 22 إلى 30 طن وفقاً لنوع الحاوية ومقاساتها.
يرجع استخدام 8 اقدام و6 بوصات كارتفاع متعارف عليه للحاويات إلى تحميلها على القطارات والتي كانت تقابل عقبات مثل الأنفاق بهذا الارتفاع.

## استخدامات متعددة للحاويات
تُستخدم الحاويات في العمارة لتحويلها إلى منازل أو مكاتب مؤقتة أو حتى دائمة. وتستخدم أيضاً لأغراض التخزين في مجالات تجارية وصناعية عدة.
بعض المحلات المتنقلة تستخدم الآن الحاويات لعرض بضاعتها أو عمل مطاعم ومقاهي متنقلة.